# Karl Gustav Reuschle
Karl Gustav Reuschle, também Carl Gustav Reuschle, (Mehrstetten, 26 de dezembro de 1812 – Stuttgart, 22 de maio de 1875) foi um matemático, geógrafo e pedagogo alemão.

## Vida
Reuschle estudou matemática e teologia na Universidade de Tübingen, e após completar o estudo em teologia passou um ano em Paris e depois um ano em Berlim estudando matemática. Em 1840 foi professor de matemática, física e geografia no ginásio em Stuttgart.
Foi palestrante do Congresso Internacional de Matemáticos em Zurique em 1897.

## Obras
- Analytische Theorie der Bewegung des sphaerischen Pendels, Stuttgart 1840
- Vollständiges Lehrbuch der Geographie; mit Einschluß der Hilfkenntnisse nach neuem Plan in zwei selbständigen Theilen (Physik der Erde und beschreibende Geographie), 2 Bände, Stuttgart, Schweizerbart, 1852 (die 4. Auflage des zweiten Teils Beschreibende Geographie erschien 1872)
- Illustrierte Geographie für Schule und Haus, Stuttgart 1856
- Handbuch der Geographie, Stuttgart 1859
- Kepler und die Astronomie. Frankfurt 1871[2]
- Philosophie und Naturwissenschaft, Bonn 1874
- Mathematische Abhandlungen, Stuttgart 1850, 1853
- Die Arithmetik in der Hand des Schülers. Stuttgart 1850
- Elemente der Trigonometrie. Stuttgart 1873
- Kosmos für Schule und Laien. 2 Bände. Stuttgart 1848, 2. Auflage 1850
- Einführung in die Determinatentheorie, Stuttgart 1884
- Praxis der Kurvendiskussion. Stuttgart 1886
- Zur graphisch-mechanischen Auflösung numerischer Gleichungen. Zeitschrift für Mathematik und Physik, Band 31, 1886, p. 12-17
- Einfachheit, Natürlichkeit und Schönheit der Mathematik. Württembergische Mathematisch-naturwissenschaftliche Mitteilungen, Band 12, 1910
- Tafeln komplexer Primzahlen aus Wurzeln der Einheit gebildet, Berliner Akademie der Wissenschaften 1875